# Mel Machin
Melvyn Machin, più conosciuto con il diminutivo Mel Machin (Newcastle-under-Lyme, 16 aprile 1945) è un allenatore di calcio ed ex calciatore inglese, di ruolo centrocampista.

## Carriera

### Giocatore
Esordisce tra i professionisti nella stagione 1962-1963 all'età di 17 anni con il Port Vale, club in cui già giocava a livello di giovanili. Nella sua prima stagione gioca una partita nella terza divisione inglese, mentre nella stagione 1963-1964 pur restando aggregato alla prima squadra non gioca nessuna partita ufficiale; nella stagione 1964-1965 torna invece a giocare alcune partite in prima squadra: oltre ad una presenza in FA Cup gioca infatti 11 partite nel campionato di Third Division, in cui segna anche 4 reti, comunque ininfluenti sull'esito del campionato, che si conclude con la retrocessione del club in quarta divisione. Machin resta nei Valiants anche nella stagione 1965-1966, nella quale realizza 2 reti in 18 presenze nel campionato di Fourth Division.
Nell'estate del 1966 lascia il club, che lo cede a titolo definitivo al Gillingham: con i Gills gioca per 4 stagioni consecutive da titolare fisso nella terza divisione inglese, e successivamente nel corso della stagione 1970-1971 dopo 8 partite viene ceduto al Bournemouth, in quarta divisione: qui gioca 22 partite, contribuendo alla promozione in terza divisione. Gioca poi nel Bournemouth in questa categoria per 2 stagioni consecutive, oltre che nei primi mesi della stagione 1973-1974, nella quale passa poi a campionato iniziato al Norwich City, con cui all'età di 28 anni esordisce nella prima divisione inglese, categoria nella quale gioca 15 partite. Rimane nei Canaries anche dopo la retrocessione in seconda divisione, categoria in cui nella stagione 1974-1975 conquista una promozione (oltre a giocare, e perdere, una finale di Coppa di Lega). Nelle stagioni 1975-1976 e 1976-1977 gioca da titolare in prima divisione con il Norwich City (54 presenze ed una rete), mentre nella stagione 1977-1978 dopo un periodo in prestito (19 presenze) nella NASL con i Seattle Sounders gioca ulteriori 3 partite in prima divisione, che sono anche le sue ultime in carriera, complice anche un grave infortunio al ginocchio che già ne aveva compromesso l'ultima stagione in attività.
In carriera ha giocato complessivamente 72 partite nella prima divisione inglese e 24 partite in seconda divisione, e complessivamente ha totalizzato 477 presenze e 30 reti in competizioni professionistiche (di cui 393 presenze e 28 reti nei campionati della Football League).

### Allenatore
Dopo il ritiro resta al Norwich City, prima come allenatore delle giovanili ed in un secondo momento come vice della prima squadra in collaborazione con l'allenatore Ken Brown. Nell'estate del 1987 lascia dopo complessive 14 stagioni (5 da giocatore e 9 da allenatore) il club per diventare allenatore del Manchester City, in seconda divisione; al termine della sua seconda stagione conquista una promozione in prima divisione, categoria nella quale nella stagione 1989-1990 ottiene in un primo momento anche alcuni buoni risultati (spicca in particolare la vittoria per 5-1 nel derby contro i rivali cittadini del Manchester Utd del 23 settembre 1989, una partita che l'allora allenatore dei Reds Alex Ferguson ad anni di distanza definì "il punto più basso della mia carriera"), ma il 26 novembre 1989, dopo una serie negativa di risultati ed alcune incomprensioni con il presidente dei Citizens Peter Swales, si dimette e viene sostituito in panchina da Tony Book. Il successivo 27 dicembre viene ingaggiato dal Barnsley, club di seconda divisione: qui ottiene diversi buoni risultati, restando in carica fino al termine della stagione 1992-1993 senza mai rischiare la retrocessione (e sfiorando anzi la qualificazione ai play-off nella Second Division 1990-1991, chiusa all'ottavo posto ma a pari punti con il Middlesbrough settimo e qualificato): al termine di questa stagione decide di dimettersi a causa delle difficoltà finanziarie del club, che di fatto al termine di ogni stagione era obbligato a cedere alcuni dei suoi migliori giocatori per riuscire a sopravvivere. Nella stagione 1993-1994, non trovando altri club disposti ad ingaggiarlo, lavora per un periodo come scout per West Ham Utd e Tottenham, e successivamente nell'estate del 1994 viene assunto come nuovo allenatore del Bournemouth, club di terza divisione.
La sua prima stagione con le Cherries inizia nel peggiore dei modi, dal momento che nelle prime 7 giornate di campionato ottiene altrettante sconfitte, il tutto accompagnato anche da una situazione finanziaria pessima del club, ridotto sull'orlo del fallimento: tuttavia in seguito Machin, nonostante i soli 9 punti conquistati nelle prime 21 partite, inizia a migliorare il rendimento del club e, complice anche un calo nel finale di stagione di alcune rivali nella lotta per non retrocedere (principalmente Cambridge Utd e Plymouth) e ai 45 punti conquistati nelle rimanenti 25 partite di campionato riesce alla fine a conquistare un insperato diciannovesimo posto in classifica (ovvero di fatto il peggior piazzamento possibile con cui si poteva evitare la retrocessione), con 2 punti di vantaggio sulla zona retrocessione, grazie anche alle 2 vittorie conquistate nelle ultime 2 giornate di campionato, ovvero il successo per 2-1 sul campo del Brentford nella penultima giornata ed il successivo 3-0 casalingo contro lo Shrewsbury Town del 2 maggio 1995 (in una partita in cui in caso di vittoria il club si sarebbe salvato a prescindere dai risultati delle rivali), in cui il Bournemouth si trovò in vantaggio di 3 reti dopo nemmeno 20 minuti di gioco. Complice l'incredibile finale della stagione (ribattezzata in seguito come The Great Escape), Machin rimane nel club anche negli anni seguenti, ottenendo una lunga serie di piazzamenti a metà classifica, sostanzialmente sempre a buona distanza dalla zona retrocessione, sfiorando anzi in 2 diverse occasioni la qualificazione ai play-off per la promozione in seconda divisione: nel campionato 1997-1998 il Bournemouth si piazza infatti al nono posto in classifica, a 4 lunghezze dalla zona play-off, mentre nel campionato successivo arriva settimo, a pari punti con il Wigan sesto classificato e qualificato ai play-off (e di fatto anche a soli 6 punti dal terzo posto del Manchester City). In aggiunta a questi risultati, nella stagione 1997-1998 il club raggiunge anche la finale del Football League Trophy, poi persa contro il Grimsby Town. Nel novembre del 2000 Machin di comune accordo con la dirigenza del club lascia la panchina, restando comunque con il nuovo ruolo di Direttore Tecnico, che ricopre fino al termine della stagione 2001-2002. Dopo essersi inizialmente ritirato, Machin il 28 gennaio 2003 torna per un breve periodo in attività, affiancando l'allenatore Mick Wadsworth con il ruolo di vice sulla panchina dell'Huddersfield Town, club di terza divisione; il successivo 25 marzo Wadsworth viene esonerato, con la squadra in piena zona retrocessione, e Machin viene tenuto in squadra con il ruolo di allenatore ad interim per il resto della stagione, senza tuttavia riuscire ad evitare la retrocessione in quarta divisione del club, che chiude il campionato al ventiduesimo e terzultimo posto in classifica.
Nella sua carriera da allenatore ha allenato per complessive 656 partite, con un bilancio di 247 vittorie, 164 pareggi e 245 sconfitte.